# Gisela Etzel
Gisela Etzel, geborene Gisela Waltner, auch Gisela Kühn-Etzel (* 31. März 1880 in Kissingen; † Mitte März 1918 in Bern), war eine deutsche Schriftstellerin, Lyrikerin und Übersetzerin.

## Leben und Werk
Sie besuchte die Schule in Berlin und unternahm danach zahlreiche Reisen. 1908 heiratete sie den Schriftsteller Theodor Etzel, die Ehe zerbrach jedoch noch vor 1914. Sie publizierte in ihren frühen Jahren auch unter dem Pseudonym Gisela Bogenhardt so etwa in der Zeitschrift Kampf. Sie lebte als Schriftstellerin und Übersetzerin in München, Paris und Berlin-Charlottenburg.
Gisela Etzel hat literarische Texte aus dem Englischen, Amerikanischen und Französischen ins Deutsche übertragen. Sie übersetzte neben Edgar Allan Poe u. a. Honoré de Balzac, Oscar Wilde und Emily Brontë. Stefan Zweig schätzte ihre Übertragung von Lyrik der französischen Dichterin Marceline Desbordes-Valmore und von Gedichten John Keats’.
Sie starb nach längerem Leiden in Bern und wurde am 25. März 1918 ebenda beigesetzt.

## Schriften
Eigene Texte
- Aus Jurte und Kraal. Geschichten der Eingeborenen aus Afrika und Asien. Die Lese, München 1911[6]
- Die Lieder der Monna Lisa. Georg Müller, München 1912[7]
- Ist das die Liebe? Der Roman eines Mädchens. Georg Müller, München 1917

Übersetzungen (Auswahl)
- Honoré de Balzac:
  - Die Messe des Atheisten. Honorine. Pierre Grassou. Eißelt, Gross-Lichterfelde 1905 (als Gisela Bogenhardt)
  - Eugenie Grandet. Der Ehevertrag (= Die menschliche Komödie, Band 3). Insel, Leipzig 1908
  - Philosophische Erzählungen (= Die menschliche Komödie, Band 15). Insel, Leipzig 1910
  - Dunkle Geschichten. Sammlung. 2 Bände. Georg Müller, München 1918
  - Vater Goriot (= Die menschliche Komödie, Band 11). Insel, Leipzig 1909
- Emily Brontë: Der Sturmheidhof. Zeitler, Leipzig 1908
- Marceline Desbordes-Valmore: Gedichte. In: Stefan Zweig: Marceline Desbordes-Valmore. Das Lebensbild einer Dichterin. Insel, Leipzig 1927
- Robert Smythe Hichens: Die Stimme des Blutes. Borngräber, Berlin 1917
- John Keats: Gedichte. Insel, Leipzig 1910
- Jules Michelet: Die Frauen der Revolution. Herausgegeben und übersetzt von Gisela Etzel. Mit einer Einleitung und Anmerkungen von Richard Kühn. Langen, München 1913
- Edgar Allan Poe:
  - E. A. Poe's Novellen von der Liebe. Georg Müller, München 1908
  - Der Goldkäfer und andere Novellen. Georg Müller, München 1910
  - König Pest und andere Novellen. Georg Müller, München 1911
  - Nebelmeer. Georg Müller, München und Berlin 1914
  - Die schwarze Katze u. a. Geschichten. Lutz, Stuttgart 1914
  - Die denkwürdigen Erlebnisse des Artur Gordon Pym. Georg Müller, München und Leipzig 1918
  - Ligeia und andere Novellen. Propyläen, Berlin 1920
- Richard Brinsley Sheridan: Die Lästerschule. Reclam, Leipzig 1926 (übersetzt zusammen mit Theodor Etzel)
- Oscar Wilde: Gedichte. Insel, Leipzig 1907